# Fort Ransom
Fort Ransom é uma cidade localizada no estado norte-americano de Dacota do Norte, no Condado de Ransom.

## Demografia
Segundo o censo norte-americano de 2000, a sua população era de 70 habitantes.
Em 2006, foi estimada uma população de 98, um aumento de 28 (40.0%).

## Geografia
De acordo com o United States Census Bureau tem uma área de
0,8 km², dos quais 0,8 km² cobertos por terra e 0,0 km² cobertos por água. Fort Ransom localiza-se a aproximadamente 346 m acima do nível do mar.

## Localidades na vizinhança
O diagrama seguinte representa as localidades num raio de 24 km ao redor de Fort Ransom.